# Inseparables (sèrie de televisió)
Inseparables (títol original en anglès, Dead Ringers) és una minisèrie de televisió dramàtica de thriller psicològic desenvolupada per Alice Birch. Es basa en la pel·lícula homònima de 1988 de David Cronenberg, que alhora era una adaptació de la novel·la de 1977 Twins de Bari Wood i Jack Geasland. La sèrie es va projectar a Canneseries el 15 d'abril de 2023, competint en el concurs Long Form. Es va estrenar a Amazon Prime Video el 21 d'abril de 2023, amb subtítols en català.

## Producció

### Desenvolupament
L'agost de 2020, es va anunciar que Amazon Prime Video havia fet un encàrrec directe per a una sèrie de televisió basada en la pel·lícula Inseparables de David Cronenberg de 1988, amb Annapurna Television com a productora, i Alice Birch com a guionista principal i productora executiva. Sean Durkin, Lauren Wolkstein i Karyn Kusama van dirigir els capítols de la sèrie.

### Càsting
Després de l'anunci inicial, es va revelar que Rachel Weisz protagonitzaria la sèrie. El juliol de 2021, es va anunciar que Michael Chernus s'havia unit al repartiment com a habitual de la sèrie. L'agost de 2021, es va anunciar que Poppy Liu i Britne Oldford també s'hi havien unit com a habituals de la sèrie, amb Jeremy Shamos, Jennifer Ehle i Emily Meade fent papers secundaris.

### Rodatge
El rodatge principal va començar l'agost de 2021 a la ciutat de Nova York.